# Club Egara
Club Egara is een Spaanse hockeyclub uit Terrassa.
De club werd opgericht in 1935 als CD Armonia Egara en begon als de hockeyafdeling van Armonia F.C. 1961 ging de club zelfstandig verder onder de huidige naam. Club Egara won in 1969 en in 1970 de Europacup I.